# Рачинская, Наталья Владимировна
Наталья Владимировна Рачинская (укр. Наталія Володимирівна Рачинська; род. 14 августа 1970, Кольчугино, Владимирская область) — украинская футболистка и футбольный арбитр. Первая женщина, которая начала работать в высшем дивизионе Украины (как боковой арбитр). Была ассистентом арбитра в финале женской Лиги чемпионов 2013/14 («Тюресо» — «Вольфсбург»; арбитром была Екатерина Монзуль) и финале женского чемпионата мира 2015 года (США — Япония; арбитром также была Екатерина Монзуль).

## Биография
В детстве Наталья Рачинская занималась лёгкой атлетикой. Футбольную карьеру начала в составе киевского «Динамо». Привлекалась к играм различных женских сборных СССР. В 1991 году, после успешного турне киевлянок по Франции, перешла в ряды местной «Тулузы», цвета которой защищал до выхода в декрет во второй половине 90-х годов. После рождения сына пыталась вернуться в большой спорт, однако из-за низкого уровня украинского чемпионата вынуждена была отказаться от этой идеи. Начинать тренерскую карьеру Наталья категорически не желала, поэтому решила попробовать себя в футбольном арбитраже.
В 2000 году начала обслуживать поединки региональных лиг, два года спустя была допущена к матчам ДЮФЛ и любительских соревнований всеукраинского масштаба, а в 2003 году дебютировала на профессиональном уровне, выполняя роль ассистента арбитра во время поединков второй лиги. С 2007 года обслуживала игры первой лиги. Впервые на матче Премьер-лиги работала 20 марта 2011 году, обслуживая игру между запорожским «Металлургом» и симферопольской «Таврией».
7 июля 2011 года в составе судейской бригады Александра Дердо обслуживала поединок Лиги Европы между армянским клубом «Улисс» и венгерским «Ференцварошем», а 26 июля 2012 года работала на матче «Анортосис» — «Левадия», помогая Евгению Арановскому.
6 мая 2012 года вместе с Анатолием Абдулой обслуживала финал Кубка Украины. 10 июля 2012 года в составе той же бригады работала на матче Суперкубка Украины.
С 10 по 28 июля 2013 года вместе с Екатериной Монзуль работала на женском чемпионате Европы.
22 мая 2014 года вместе с Мариной Стрелецкой и Екатериной Монзуль обслуживала финальный поединок женской Лиги чемпионов между шведским «Тюресо» и немецким «Вольфсбургом».
В начале 2017 года прекратила судейскую карьеру из-за возрастных ограничений для арбитров.

## Критика
16 июля 2011 года работала на матче между луцкой «Волынью» и симферопольской «Таврией». После игры Виталий Кварцяный положительно отозвался о её работе.
После матча между донецким «Шахтёром» и львовскими «Карпатами», который состоялся 24 июля 2011 года, главный тренер «горняков» Мирча Луческу на послематчевой пресс-конференции пожаловался на работу Рачинской. 15 октября, после матча между дончанами и симферопольской «Таврией», Луческу извинился перед Натальей, поблагодарил за хорошее судейство и подарил букет роз.